# إدمون روفائيل
إدمون روفائيل (بالألمانية: Edmone Roffael)‏ (31 ديسمبر 1939 – 14 يناير 2021) عالم كيمياء وبروفيسور فلسطيني مسيحي في ألمانيا، وُلِد في مدينة طولكرم الفلسطينية، وهو عالم في كيمياء الخشب والغابات وفي الكيمياء الفيزيائية، ويحمل العديد من براءات الاختراع، وحائز على جوائز علمية عدة.

## نشأته وتحصيله العلمي
وُلِد إدمون روفائيل في مدينة طولكرم الفلسطينية بتاريخ 31 ديسمبر 1939.
التحق بجامعة الإسكندرية في مصر وحصل منها على درجة البكالوريوس في الكيمياء عام 1959، كما التحق عام 1960 بالمركز القومي المصري للبحوث الذي حصل منه على درجة الماجستير في "كيمياء السليولوز" عام 1964.
انتقل عام 1965 إلى ألمانيا، والتحق هناك في ذات العام بجامعة دارمشتات التقنية التي منها نال درجة الدبلوم العالي في الكيمياء عام 1967، كما حصل على درجة الدكتوراه عام 1968 في كيمياء السليولوز من ذات الجامعة بأطروحة بعنوان «الأشعة السينية وفحوصات الأشعة تحت الحمراء على الحالة المنظمة للسليولوز».

## حياته العملية
عمل منذ عام 1970 وحتى عام 1993 في أبحاث الأخشاب التقنية في «معهد فراونهوفر لأبحاث الأخشاب» بمدينة براونشفايغ في ألمانيا. سرعان ما تركزت أبحاثه على المواد الخشبية المختلفة وإنتاجها باستخدام الراتنجات الاصطناعية مثل راتنجات الفينول فورمالدهايد أو الفينوبلاستات أو البلاستيكات الأمينية. حول هذا الموضوع، كتب روفائيل أيضًا أطروحته بعد الدكتوراه حول إمكانيات لصق رقائق الخشب مع راتنجات الفينول فورمالديهايد وكبريت نفايات الكبريت، والتي تم تأهيلها في عام 1976 في كلية الغابات بجامعة جورج أغسطس في غوتنغن، وبالتالي حصل على رخصة التدريس (venia legendi) لموضوع «كيمياء الخشب».
في عام 1981، أصبح إدمون روفائيل بروفيسوراً في جامعة غوتينغن الشهيرة في ألمانيا، وعمل محاضراً في كلية الغابات بالجامعة. في عام 1993 شغل منصب رئيس معهد علوم الخشب، وفي السنوات التالية قام ببناء قسم «كيمياء الأخشاب» في معهد استخدام الغابات، وفي عام 1997 تم تغيير اسم المنشأة بالكامل إلى «معهد بيولوجيا الأخشاب وتكنولوجيا الأخشاب».
حقق إدمون روفائيل شهرة دولية في المقام الأول من خلال مساهماته في أبحاث الفورمالديهايد. وقد أعطى اهتمامه العلمي لهذه المشكلة في وقت مبكر ونشر بالفعل العمل القياسي Die Formaldehyd-Abgabe von Chipboard ومواد أخرى في عام 1982.
في السنوات التي تلت عام 1982، تمت مناقشة الموضوع على نطاق واسع، خاصةً بسبب الأضرار المحتملة وخوفًا على الصحة، كما أن الطرق والأجهزة التي طورها روفائيل لقياس إطلاق الفورمالديهايد المحتمل من المواد كانت أيضًا أساس تطوير المعايير والمبادئ التوجيهية في ألمانيا وعموم أوروبا. كان روفائيل يبحث دائمًا عن طرق لتقليل غازات هذه المواد. وبهذا المعنى، بحث أيضًا في ما يسمى «المركبات العضوية المتطايرة» من الخشب الخام والمنتجات الخشبية. كما شارك بشكل كبير في تطوير في تطوير لوح الجسيمات المرتبطة بالتانين.

## مؤلفاته وأبحاثه
بحلول عام 2005، كتب دمون روفائيل أكثر من 350 مطبوعة، وقد نشر إدمون روفائيل نتائج أبحاثه بشكل رئيسي في الهيئات المتخصصة؛ "WKI-Mitteilungen" و"Wood as Raw and Material" و"Wood Central Sheet" و"Das Papier".

## أبرز مؤلفاته
- كتاب "Die Formaldehyd-Abgabe von Spanplatten und anderen Werkstoffen"، ألمانيا، 1982، رقم ISBN 3-87181-301-X. وقد ترجم إلى اللغة الروسية عام 1991، كما ترجم إلى اللغة الإنجليزية عام 1993.[9]
- كتاب "Formaldehyd in der Natur, im Holz und in Holzwerkstoffen"، باللغة الألمانية، عام 2017. وترجم في ذات العام إلى اللغة الإنجليزية: "Formaldehyde in nature, in wood and in wood-based panels".[10]

## كتبوا عنه
- كتاب "Prof. Dr.-Ing. Edmone Roffael, 65 Jahre"، لـ N.N، رقم ISSN 0018-3792.
- كتاب "J. Fischer ،"Prof. Edmonde Roffael – große Verdienste bei der Formaldehyd-Forschung، رقم ISSN 0018-3792.

## تكريمه
بمناسبة عيد ميلاده الخامس والستين، عقد مؤتمر تكريمي لإدمون روفائيل في جامعة غوتينغن بتاريخ في 21 أبريل 2005، وكان المؤتمر بعنوان «صناعة الأخشاب ومنتجات الأخشاب في التغيير». لهذا الغرض، اجتمع في المؤتمر حوالي 120 عالم وخبير في العلوم والصناعة من ألمانيا وتشيلي وغيرها.

## براءات اختراع
يحمل إدمون روفائيل ما يزيد عن 30 براءة اختراع فريدة ومسجلة رسميًا باسمه، وقد قام مكتب الولايات المتحدة الأمريكية للبراءات (USPTO) بتسجيلها. ومن أهم هذه الاختراعات:
- "Method for production of lignocellulosic composite materials"، ورقم البراءة 20030041965.[12]
- "Process for the manufacture of particle-board and fiberboard"، ورقم البراءة 5866057.[12]
- "Method for use of recycled lignocellulosic composite materials"، ورقم البراءة 20020153107.[12]
- "Durable and highly stable molded construction parts"، ورقم البراءة 5030289.[12]
- "Method for production of lignocellulosic composite materials"، ورقم البراءة 6346165.[12]
- "Waste liquor derived from chemical thermal pulping of particle boards and fibreboards containing bonding agents"، ورقم البراءة 5705542.[12]

## جوائز
حصل إدمون روفائيل على عدد من الجوائز، أبرزها:
- جائزة بوردن الأمريكية لأبحاث الغابات (The Borden Award)، عام 1982، والتي تمنحها مؤسسة أبحاث الغابات في الولايات المتحدة الأمريكية.[5][13]
- جائزة فيلهلم كلوديتز الدولية لأبحاث الأخشاب والغابات وحماية البيئة (The Wilhelm Klauditz Award)، عام 1988، والتي تمنحها منظمة الرابطة الدولية للأخشاب كل أربعة سنوات، وهو أول فائز بهذه الجائزة الدولية مُنذ تأسيسها عام 1988.[5][14]
- زمالة الأكاديمية الدولية لعلوم الخشب [الإنجليزية].[2]

## تقديره دوليًا
يحظى إدمون روفائيل بتقدير واهتمام عالمي، وقد نقلت العديد من أنشطته البحثية والاستشارية إلى الكثير من دول العالم منها: مصر، والبرازيل، وبلغاريا، وتشيلي، واليونان، وكندا، وماليزيا، والسويد، وسوريا، وتركيا، والولايات المتحدة الأمريكية، وغيرها.

## وفاته
توفي إدمون روفائيل في مدينة براونشفايغ في ألمانيا بتاريخ 14 يناير 2021 عن عمر ناهز 81 عامًا. كان قد جرى نعيه من قبل عدد من الباحثين والعلماء والأكاديميين والجامعات والمؤسسات العلمية في ألمانيا.

## وصلات خارجية
- Edmone Roffael.
- Professor Roffael feiert seinen 80. Geburtstag
- Professor Dr.-Ing. Edmone Roffael
- إدمون روفائيل على موقع المكتبة المفتوحة (الإنجليزية)